# Usina Hidrelétrica Geheyan
A Usina Hidrelétrica Geheyan (chinês tradicional: 隔河岩大壩, chinês simplificado: 隔河岩大坝, pinyin: Géhéyán Dàbà) é uma usina de arco no Rio Qingjiang, um tributário do Rio Yangtze, na Província de Hubei, República Popular da China.
A barragem está localizada no Condado Autônimo de Changyang Tujia (que é parte da cidade a nível de prefeitura de Yichang), apenas a alguns quilômetros a oeste (rio acima) da sede do condado, a Cidade de Longzhouping (龙舟坪镇).
A usina foi projetada em 1987, e está equipada com um elevador de navios, capaz de levantar navios com deslocaento de até 300 ton. A usina teve um importante papel para ajudar a melhorar o impacto da Inundação do Yangtze de 1998.
A energia elétrica é gerada por quatro unidades, cada qual com 310 MW cada, totalizando uma capacidade total instalada de 1 240 MW.

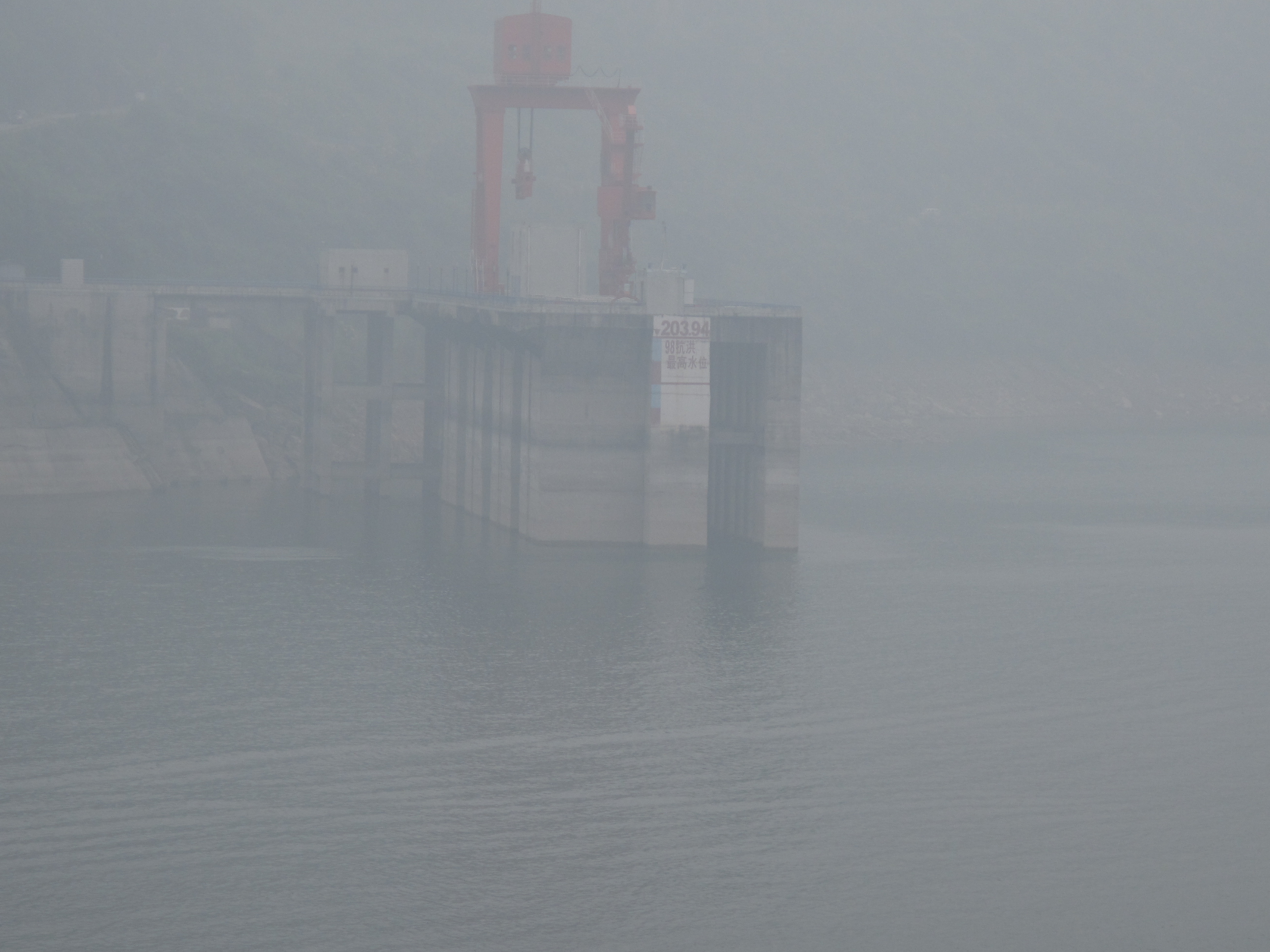
Durante as inundações do Rio Yangtze em 1998, a barragem atingiu o seu maior nível de água, 203,94,; A crista da barragem tem elevação total de 206m.
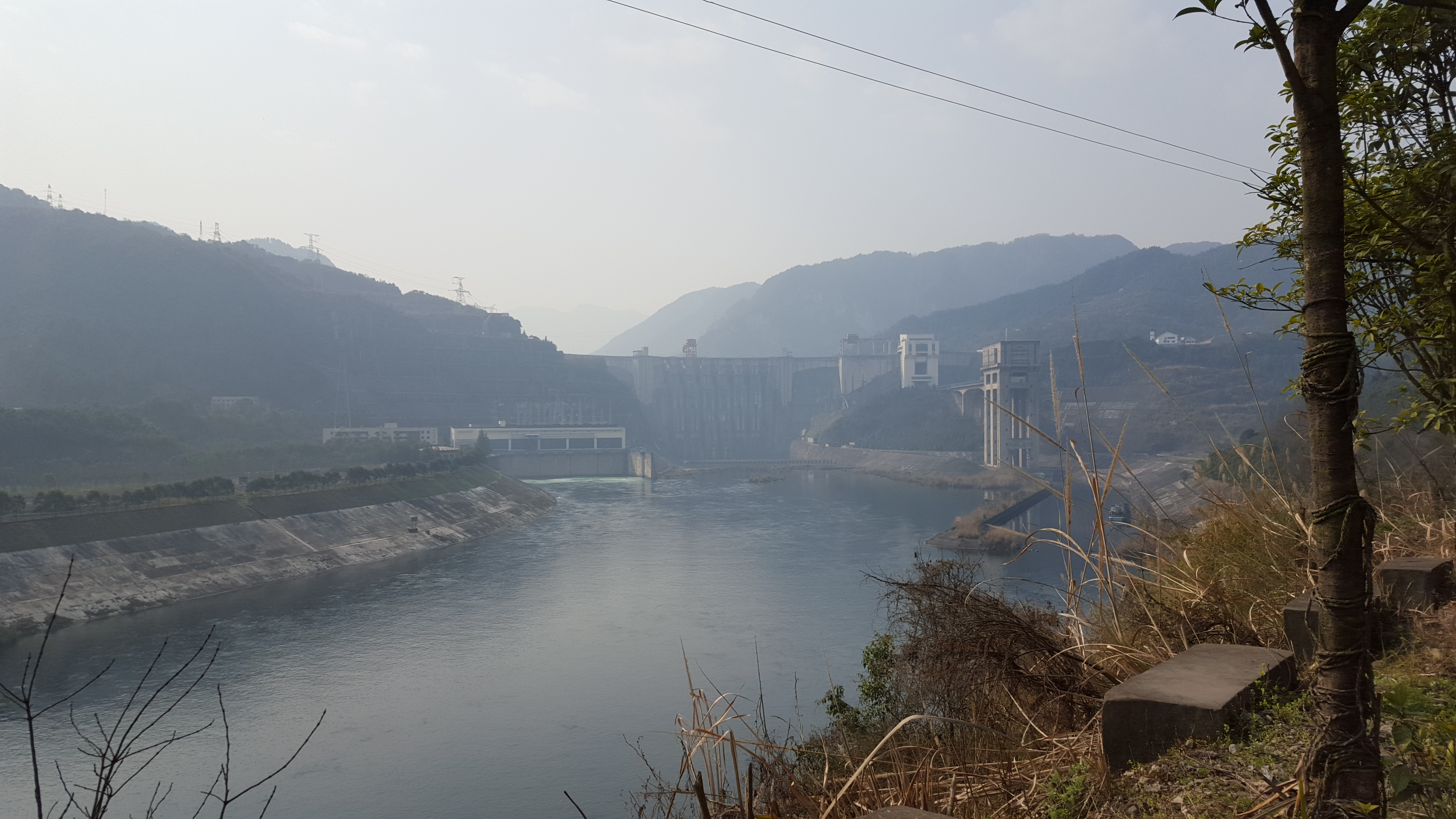
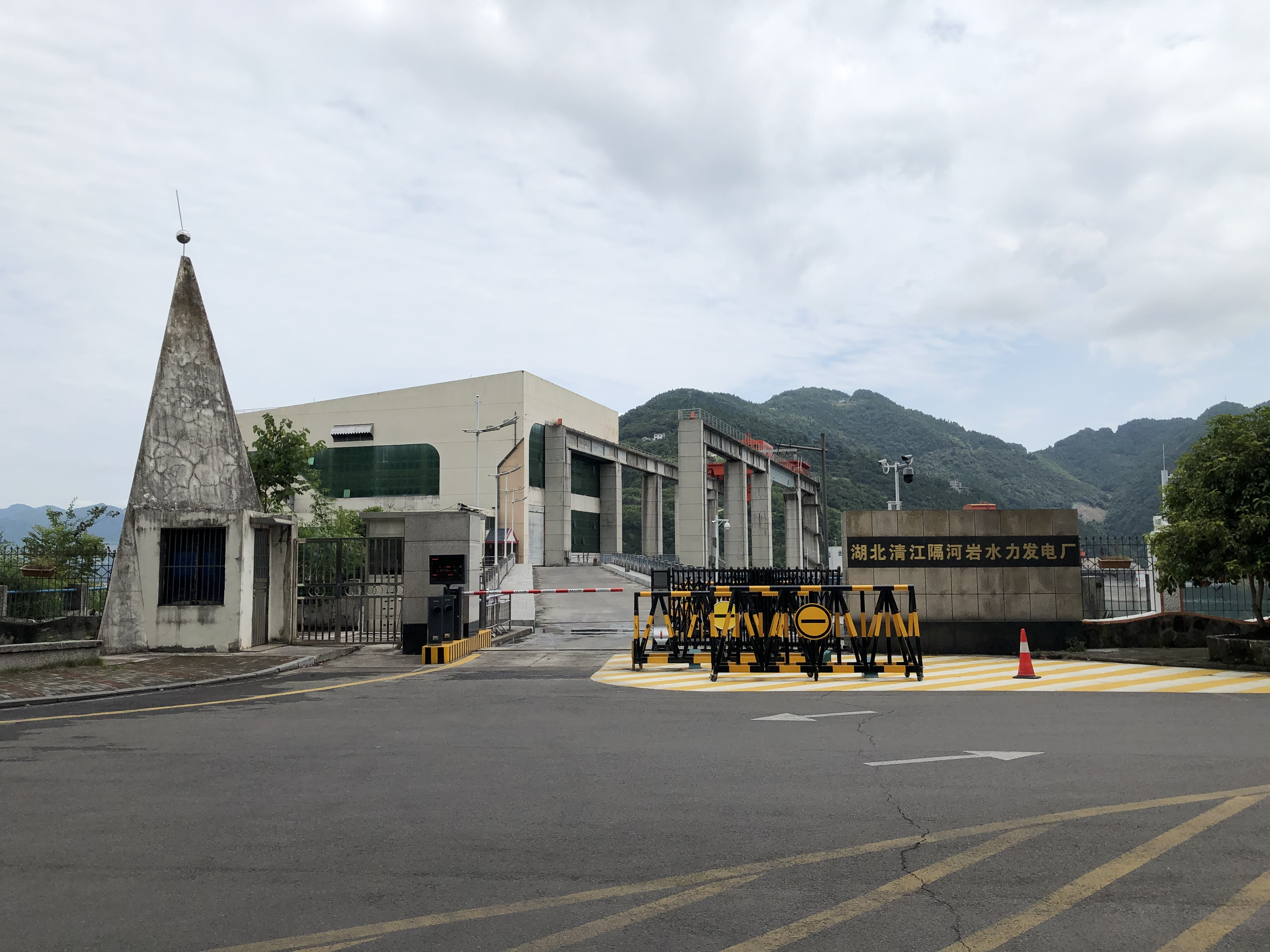